# Gajo Bunjevac
Gajo Bunjevac (1900—1975), trgovac, pečalbar, partizanski komandant, član Zemaljskog antifašističkog veća Hrvatske.

## Biografija

### Detinjstvo, trgovina i pečalba
Gajo Bunjevac rođen je 20. marta 1900. godine u selu Međeđak pored Plaškog, Lika. Posle mesec dana umrla mu je majka pa je ostao živ zahvaljujući plemenitim komšikama koje su ga dojile zajedno sa svojim nonorođenčadom. Posle završetka osnovne škole u Plaškom nastavio je izučavanje trgovačkog zananata u istom mestu gde je kasnije neko vrene radio kao trgovački pomoćnik. Zatim je neko vreme radio u Karlovcu kao administrator na skladištu i oko pet godina kao trgovački pomoćnik u Sušaku.
Od 1927. do 1934. godine bio je pečalbar u Argentini, u Boenos Aeresu zatim u Kordobi, gde je neko vreme radio na merenju stoke na klanici a kasnije sa jednim Poljakom otvorio kafanu. Po nagovoru brata po ocu, koji je u rodnom mestu uspeo da razvije trgovački pasao (mešovita roba i trgovina drvetom), vratio se u rodni kraj.Pored dućana mešovite robe držao je i manju gostionicu. Prema mušterijama bio je izuzetno korektan a naročito prema suromašnijim.Robu je često izdavao na veresiju pod vrlo povoljnim uslovima za kupca ( dug će vratiti kada proda zob,jagnjiće, jariće ili tele).Tako je stekao izuzetnu popularnost kod naroda pa je je kasnije u toku Narodnooslobodilačke borbe imao izuzetan uspeh u organizaciji ustanka i postao lokalni narodni tribun i proslavljeni partizanski komandant.

### Drugi svetski rat
Nekoliko meseci pre napada Kraljevine Jugoslavije bio je pozvan u rezervu.Bez ijadne borbe, nakon kapitulacije Kraljevine Jugoslavije, izbegao je zarobljeništvo i vratio se u rodni kraj. Kada je formirana monstruozna Nezavisna država Hrvatska, odmah je počela hapsiti i odvoditi u logore ugledne Srbe. Hapšenje je izbegao tako što je sa mlađim bratom Radom i još nekim uglednih Plaščanima uspeo da se skloni u Sušak, koji je bio pod Italijom gde su bili bezbedniji. Gajo i njegov brat uspostavili su veze sa svoji nekadašnjim trgovinskim partnerima, Hrvatima i Italijanima.Neko vreme je radio kao miner na izgradnji ceste, što mu je kasnije dobrodošlo za izvođenje partizanskih diverzantskih akcija.Redovno se obaveštao o situaciji u rodnom kraju. Kada je doznao da je narod na Kordunu i u Lici, susednoj teritoriji Plaščanke doline, počeo da organizuje oružani otpor ustaškom teroru, sa nekim zemljacima dogovarali su se da se vrate u rodni kraj i da se pridruže ustanicima, što je bilo rizično jer je ustaški teror bio najžešpći u junu, julu i prvoj polovini augusta 1941.godine.Kada je polovinom augusta Druga italijanske armija izvršila reokupatuciju takozvane Druge zone (Lika i šira okolina), obustavljen je dalji masobvni pogrom srpskog stanovništva, stekli su se povoljni uslovi da se vrati u rodni kraj sa MIćom Pešutom, koji je zajedno sa Gajom imao značajnu ulogu u organizaciji otpora u Plaščanskoj dolini.Sa njima je odmah uspostavio vezu student Dušan Kosanović Mudrak i povezao ih sa Glavnim štabom Narodnooslobodilaćke vojske Hrvatske koji se tada nalazi u selu Zbjeg, u susednoj kordunaškoj opštini Slunj. Razgovaralo se označaju razvoja ustanka u Plaščanskoj dolini kao značajnoj geostrategijkoj teritoriji koja se nalazi na tromeđi između Like, Korduna i Gorskog kotara. Interesantno je zabeležiti kada je jedan od članova Glavnog štaba upitao komandanta Ivana Rukavinu na španskom jeziku (bili su učesnici rata u Španiji):“Šta misliš,možemo li imati poverenje u ovog trgovčića“, Gajo ih iznenadio kada je na istom jeziku odgovorio:“Možete sasvim sigurno“. To je obećanje je održao i dokazivao u svim prilikama do kraja rata.
Upućen je u susedno selo Tobolić gde je već bio formiran partizanski odred od Toblićana i susednih zaseoka i oko petnaest boraca iz Plaščanske doline. Odlučeno je da se formira Humski odred (nazvan pa obližnjoj planini Hum) od Plaščana i da se Gajo postavi za komandanta odreda a student Dušan Kosanović Mudrak za političkog delegata. Sa Kosanovićem i mladim revolucionerom Brankom Latas okupio je ugledne ljude iz Plaščanske doline i nastavio sa prikupljanjem oružja, organizaciji Humskog odreda,formiranju rezervnih partizanskih jedinica, organizaciji vlasti i drugih infrastruktura pokreta otpora u Plaščanskoj dolini, čak na na teritoriji pod kontrolom Italijana i ustaša a kasnije i četnika.
U januaru 1941.godine od ovog odreda i drugih partizanskih grupacija formirana je Plaščanska četa kao Druga četa Trećeg bataljona Drugog kordunaškog partizanskog odreda.Gajo je bio postavljen za komandira prvog voda ove ćete.U noć 2/3. aprila 1942. godine treći vod ove čete pod komandom Vidaković Đure u Ličkoj Jasenici izvršio je četnički puč, na prevaru razoružao borce ostala dva voda, pohapsio, pod izgovorom da su ustaški špjuni, komandanta Drugog kordunaškog partizanskog odreda Jevrejina Domani Roberta, revolucionara i španskog bora, mladog revolucionara komesara Trećeg bataljona Latas Branka, komandira Druge čete Čuturilo Stevu, predratnog komunistu i komesara iste čete Adolfa Štajnbergera, takođe Jevrejina i španskog borca.Posle fizičke torture streljali su ih i posmrtne ostatke bacili u bezdan Balinku na planinini Pištenik, duboku oko 350 metara, čije su posmrtne ostatke 1966 godine izneli engjeski speleolozi.Razoružanim su saopštili da im se privremeno oduzima oružje i da će im se sutradan vratiti. Gajo je doznao da su se pučisti dogovorili sa Italijanima da će razoružane pohapsiti i u već pripremljenom vagonu odvesti u Italiju kao zarobljenike. Gajo ih je nadmudrio i potajno obavestio razoružane i preko planine Pištenik odveo u njihove baze.
Samo dva dana posle ovog četničkog puča i ove tragedije, u severnom delu Plaščanske doline (Janja gora) našla se jedna partizanske jedinica sa Korduna kada je Italijanska kolona od nekoliko kamoiona prolazila ispred Janja gore, napala je i razoružala oko 40 italijanskih vojnika sa punom ratnom opremom.Gajo i još jedna grupa golorukih razoružanih patizana učestvovali su se u ovoj borbi. Sa ovom grupom, koja se dobro naoružala, ispratio je zarobljenke sve do Plaškog koji je bio opasan bodljikavom žicom.Posle nekoliko dana ponovo je formirana brojno jača i bolje naoružana Plaščanska četa a Gajo postavljen za komandira čete, koja je pod njegovom komandom bila strah i trepet za Italijane, četnike i ustaše u Plaščanskoj dolini i vrlo uspešno povezivala pokret otpora između Korduna, Like i Gorskog kotara.Zahvaljujući Gajinoj popularnosti i energičnom delovanje, četnički pokret zahvatio samo jedan manji istočni deo teritorije Plaščanske doline i pod pritiskom njegove čete, bili su proterani i sa te teritorije i stacionirani u Plaškom zajedno sa Imalijanima i ustašama sve do oslobođenja Plaškog (proleće 1943.godine).
Iako je po strogim komunističkim kriterijumima Gajo, kao bolje stojeći trgovac, mogao biti „klasni neprijatelj“ , primljen je u Partiju jer je prevladala njegova harizma,popularnost u narodu, patriotizam, hrabrost i dokazane sposobnost da pokrene narod na ustanak i da ga vešto vodi do pobede.
Italijani su raspisali poternicu i ucenili Gaju sa 100.000 lira ali im nije uspelo, iako je Gojina četa bila locirana u selu Kunić skoro na puškomet od Italijana i četnika sa istoka i ustaša i domobrana sa zapada.Pod njegovom komandom četa je vršila razne diverzantske akcije, rušila prugu i neprijateljske vojne vozove i vršila napade na postaje od Ogulina do Vrhovina. Obezbeđivala je kretanje i pratila prolaze učesnika pokreta otpora i transporte (konjska vuča) između Korduna i Gorskog kotara (prvoz žita sa korduna i soli iz Hrvatskog primorja), koji su prelazili isključivo noću preko komunikacija pod kontrolom Italijana, ustaša i četnika.
U julu 1942. godine Gajo je bio postavljen na dužnost komandanta Trećeg bataljona Drugog kordunaškog partizanskog odreda, koji je dejstviovao na vrlo širokom prostoru Korduna i imao značajnu ulogu u Četvrtoj neprijateljskoj ofanzivi u zbrinjavanju i obezbeđenju naroda u zoni dejstva bataljona. U to vreme u Plaščanskoj dolini četnici su pretnjama i torturama prisilili neke Plaščane da im se pridruže u borbi protiv partizana. Kada je prošla ofanziva, na Gajim poziv svi prisililno mobilisani i još neki četnicu prešli su u partizanske jedinice.
Kada su Italijani i četnici prvih dana aprila 1943. godine pod pritiskom Plaščanskog odreda i Četvrte kordunaške brigade napustili Plaški, formiran je Plaščanski partizanski odred i Gajo postavljen za komandanta odreda na kojoj dužnosti je ostao do oktobra iste godine. Na Drugom zasedanju Zemaljskog antifašističkog vjeća Hrvatske, koje je održano u oslobođenom Plaškom ,Gajo je bio izabran za člana Vjeće na kojoj je dužnosti ostao do kraja rata u činu partizanskog majora.
Pored komandnih dužnosti, Gajo je bio član Okružnog suda i Član Okružnog narodnoslobodilačkog odbora za okrug Karlovac.
Posle kraćeg službovanja po završetku rata rata u Jugoslovenskoj armiji, vanredno unapređen u čin potpukovnika i na lični zahtev preveden u rezervu, penzionisan i vratio se u rodni kraj.

### Porodična tragedija i tragičan kraj
U ratu je poginuo Gajin sin jedinac u 17. godini, koji je sa Gajom pristupio u partizane kada je imao samo 14 godina. Utehu je, nažalost, nalazio u alkoholu. U nervnom rastrojstvu usmrtio je suprugu i život završio samoubistvom na izdržavanju kazne u zatvoru Lepoglava.
Gajini posmrtni ostaci položeni su u Zajedničku grobnicu u Spomen parku u Plaškom zajedno sa posmrtnim ostacima žrtava četničkog puča i njegovih saboraca Domeni Roberta, Štajnbeger Adolfa (obojica posthumno proglašeni za narodne heroje), Latas Branka i Čuturilo Steve i pored njihovih spomen bista postavljena je i Gajina spomen bista.
Pothumno ga je uvredio njegov zemljak primarijus Zlatar dr Bogdan, inače član Srpske kraljevske akademije inovatora i naučnika, upoređujuči ga sa četničkim komandantom Đurom Vidakovićem da im možemo biti zahvalni što je bilo manje srpskih žrtava. Vidaković je na pogrešnoj strani odveo u smrt 70 i streljao 15 Srba, a pod Gajinom komadom su ginule patriote.

## Literatura
- Kotar Slunj i Kotar Veljun u NOR-u o socijalističkoj izgradnji ,knjiga 2 Zbornik radova, Historijski arhiv u Karlovcu, Karlovac 1988.
- Stanisavljević, Đuro i dr. Plaščanska dolina i okolica u Narodnooslobodilačkom ratu 1941-1945(zbornik) Historijski arhiv u Karlovcu, Karlovac 1976.